# ワルサーP5
ワルサーP5 (Walther P5) はドイツの銃器メーカーであるワルサー社(ドイツ語: Walther、Carl Walther GmbH Sportwaffen)が開発した自動式拳銃である。

## 特徴
1976年の西ドイツ警察の制式拳銃採用トライアル用に製作された自動拳銃であり、往年の名銃ワルサーP38の戦後生産型であるP1、およびその警察向け改良型であるP4を元に開発されている。元来は"P5"はトライアル時の仮名称であったが、採用後もその名で呼ばれた。
ショートリコイルとスライドの閉鎖機構はP38/P1/P4を踏襲しているが、ドイツ警察の要求から手動セフティを廃止して、その代わりにグリップ左側面のトリガー直後の位置にデコッキング・レバーを装備した。そのためチャンバー内に弾丸があっても十分に安全に持ち歩け、ひとたびトリガーを引けば確実に発射されるようにした。P38/P1/P4では突き出していたバレルは短縮され、前方へ延長されたスライドによって覆われているため、ほとんど露出していない。バレルを固定するステーは3つに増え、バレルを支えるレシーバーも延長されたためP38やP4より安定性は向上している。フロントサイトはP4までのバレル先端付近からスライド前方へ移された。排莢口はスライドの左側に設けられており、左方向へ排莢される点はP38/P1/P4と同じである。初期型ではバレル基部がP38と似た複雑な形をしているなど、生産性も悪かったとされるが、後に改良された。
ワルサーP38など第二次世界大戦当時の拳銃は、ネジを使わずに機関部を組み立てられるものがほとんどである。これは撃発の衝撃によりネジがゆるむことが懸念されたためだが、P38のリアサイト及びスライド上部のカバーははめ込み式であったため連続使用したり、工作精度が不足しているとリアサイトやスライドカバーが外れることがある。高速で後退するスライドに設置された部品が外れるということは金属部品が自分にめがけて飛んでくるということでもある。ワルサー社はP4からそういった旧型の欠点を修正している。その結果P5は万人に使いやすい銃となった。

## 採用国
P5は西ドイツの他、P5 コンパクトがイギリス陸軍に約3000挺が「L102A1」の制式名で採用された。イギリスの他、オランダ警察とポルトガル軍で制式採用された。アメリカなどにも輸出された。
本来の開発目的であった西ドイツ警察用としては、1976年のトライアルの結果、ラインラント＝プファルツ州 とバーデン＝ヴュルテンベルク州 でのみ採用された。このトライアルではH&K PSP(P7)及びSIG SAUER P225(P6)も同時に採用され、各州ごとにこの3種から選定したが、P5は最も採用が少なかった。
P5はその安定した性能にもかかわらず国内向けとしても輸出向けとしてもセールスが振るわなかったが、その理由は価格がずば抜けて高価だったためと言われている。この高価格はアメリカなどへの輸出の際にも最大のネックとなった。当時はP5に限らずワルサー社の製品は他のメーカーの製品と比較して際だって高価であった。P5は現代風にアレンジされたP38ともいうべき拳銃だが、P1などの先行機種に比べると普及は限定的であった。

## 各型
バリエーションとして、1987年にはこれをさらに小型化し、マガジンキャッチを引き金後部の押しボタン式に変更したP5 コンパクト(P5 COMPACT)も開発された。また、銃身を延長したP5Lも存在しており、この長銃身モデルは本銃がP38の発展形であることをよく示す外観となっている。
この他、P1等に代わる西ドイツ軍用としてP5をベースにしたP1A1が試作されている。これはP5で廃止された手動セイフティを復活させたもので、スライド形状にも若干の改良が加えられている。
使用弾薬では9x19mmパラベラム弾、9x21mm_IMI弾、7.65x21mmパラベラム弾の3種類のモデルが用意されていたが、生産・販売されたものの大半は9x19mmパラベラム弾モデルである。

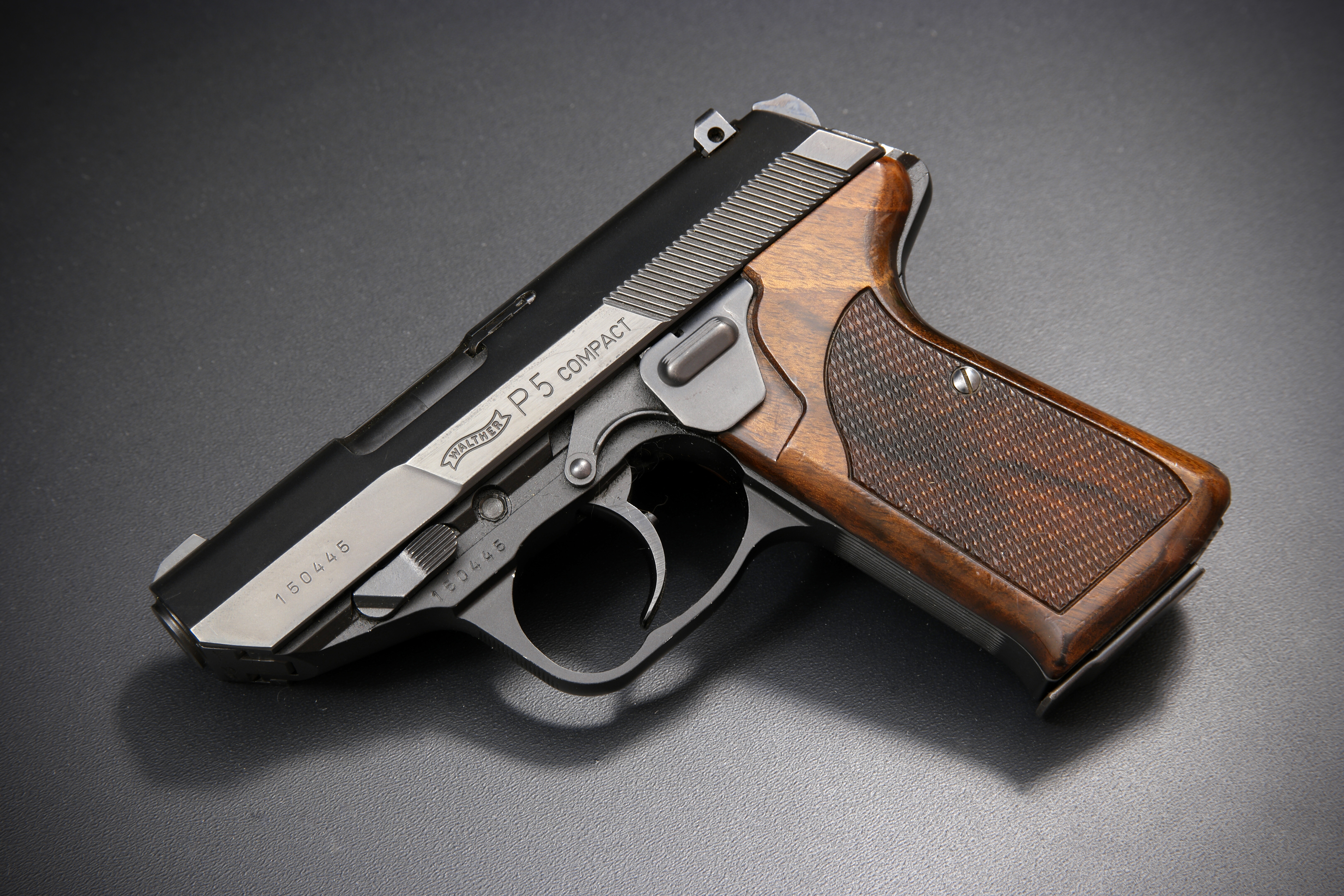
P5 コンパクト
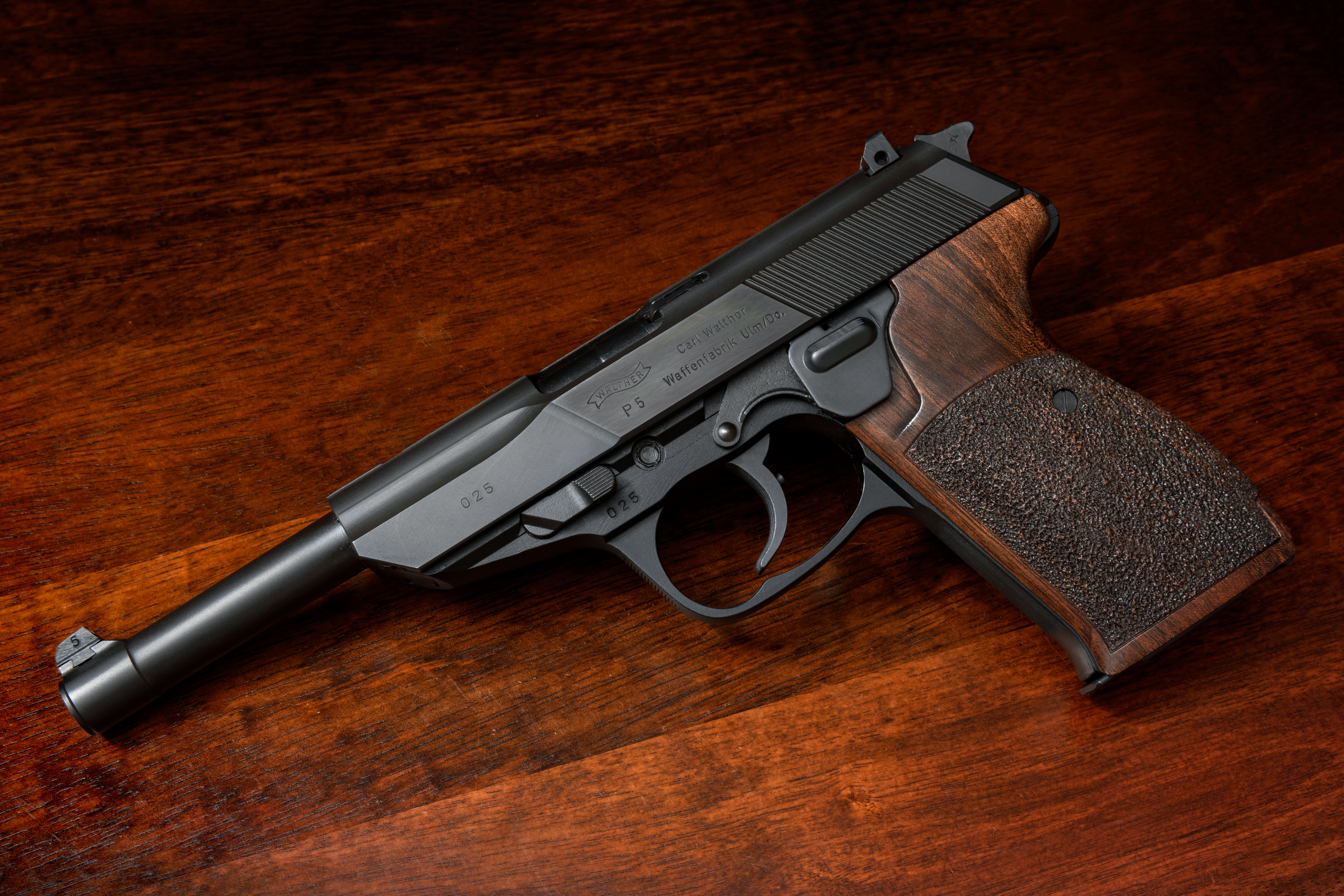
P5L

## 登場作品

### 映画
『007 オクトパシー』
主人公のジェームズ・ボンドが使用。
『ナイトメア オブ サンタクロース』
アムステルダム市警察官が使用。
『ネバーセイ・ネバーアゲイン』
主人公のジェームズ・ボンドが使用。
『ボーン・アイデンティティー』
ボーンが使用。
『リーサル・ウェポン2/炎の約束』
駐ロサンゼルス南アフリカ総領事のアージェン・ラッドが雇った殺し屋がレッカー車の車内から主人公のマーティン・リッグスに向けて使用。

### 漫画・アニメ
『COWBOY BEBOP』
ジラフが使用。
『MONSTER』
ハインツが使用。
『エロイカより愛をこめて』
"鉄のクラウス"ことクラウス・ハインツ・フォン・デム・エーベルバッハ少佐が使用。
『機動戦士ガンダム00』
アレハンドロ・コーナーが使用。黄金で装飾が施されており、イオリア・シュヘンベルグの殺害に使用。
『劇場版 魔法少女まどか☆マギカ [新編]叛逆の物語』
暁美ほむらが使用。
『太陽の黙示録』
海峡同盟の片桐が使用。
『ヨコハマ買い出し紀行』
鷹津ココネが使用。

### 小説
『六機の特殊～警視庁特殊部隊～』
SAT隊員の藤木が使用。